# 阿尔德亚鲁维亚
阿尔德亚鲁维亚，是西班牙卡斯蒂利亚-莱昂萨拉曼卡省的一个市镇。 总面积33平方公里，总人口523人（2001年），人口密度16人/平方公里。